# Michel Nihoul
Michel Nihoul (Verviers, 23 april 1941 - Knokke, 23 oktober 2019) was een Belgische zakenman en oplichter uit Brussel. In 2004 heeft hij terechtgestaan als vermeend lid van de bende van Marc Dutroux.

## Biografie
In de jaren zeventig en tachtig staat Nihoul in Brussel bekend als een frequent bezoeker van seksfuiven. Hij blijkt tal van hooggeplaatste figuren uit de politiek en de zakenwereld te kennen. Ook is hij actief als radiomaker, dj en presentator bij de vrije radio "Radio Activités". Tussendoor wordt hij een aantal malen veroordeeld in oplichtingszaken. Daarnaast gebruikt hij zijn relaties om mensen in irregulier verblijf aan papieren te helpen, via de vzw Cadreco.
Over zijn aandeel in de activiteiten van Dutroux bestaat veel onduidelijkheid. Aanvankelijk wordt hij gezien als bendeleider. Later wordt zijn rol door zowel onderzoekers als media geminimaliseerd. Daarin komt ook geen verandering als Getuige X1 belastende verklaringen tegen hem aflegt.
Bij de start van het proces-Dutroux is het de vraag of Nihoul alleen een oplichter en drugshandelaar is geweest die 'toevallig' met Dutroux zaken deed, of dat hij de centrale figuur in een pedofilienetwerk was. Hij staat terecht voor bendevorming, ontvoering en drugshandel. Hij pochte steevast dat "zijn arm zo lang was als de Donau", verwijzend naar zijn relaties tot in de hoogste kringen van het land.
Nihoul ontkent iedere betrokkenheid bij de ontvoeringen. Hij zou weliswaar drugs verkocht hebben aan Dutroux en Michel Lelièvre, maar zou dit gedaan hebben in opdracht van de rijkswacht om in de bende te infiltreren - iets wat hij eerder overigens ontkende. Daarnaast blijkt uit het parlementair onderzoek dat Nihoul op vraag van Dutroux diens kompaan Bernard Weinstein aan valse papieren wilde helpen, na de gijzeling van Dutroux en Weinstein van drie handlangers na een foutgelopen vrachtwagendiefstal in oktober 1995. Nihoul's vriendin Annie Bouty weigerde dit echter, waarna Dutroux besloot om Weinstein te vermoorden.
Nihoul werd uiteindelijk vrijgesproken van betrokkenheid bij de ontvoeringen en alleen veroordeeld voor drugsfeiten en bendevorming. Het leverde hem vijf jaar gevangenisstraf op. In het voorjaar van 2006 kwam hij vervroegd vrij. Hij vestigde zich in Zeebrugge, waar hij tot aan zijn dood verbleef. Drie jaar na het proces ontstaat er opschudding wanneer hij meespeelt in de reconstructie van scènes van de Zaak-Dutroux in het tv-programma Dossier noir van 18 februari 2007 op de Franstalige zender RTBF.
Nihoul werd op 20 mei 2010 buiten vervolging gesteld in het nevendossier van de zaak-Dutroux, waarna hij onmiddellijk 250.000 euro schadeloosstelling eiste van Marc Verwilghen, de voorzitter van de parlementaire onderzoekscommissie Dutroux. De uiteindelijke uitspraak over deze eis kwam er in december 2011, waarbij de eis van Nihoul werd afgewezen.

## Annie Bouty
Nihoul's ex-partner en tweede vrouw, Annie Bouty, werd eveneens lange tijd verdacht van betrokkenheid bij criminele activiteiten. Nihoul en Bouty leerden elkaar in 1975 kennen. Ze had een eigen advocatenkantoor en was medeoprichtster van Cadreco vzw, een organisatie die juridische bijstand verleende, voornamelijk met het oog op verblijfsvergunningen. Ook Nihoul was actief voor Cadreco, samen zetten zij een netwerk voor valse paspoorten op en oefenden ze druk uit op de administratie om papieren te verstrekken aan mensen in irregulier verblijf. Uit het verslag van de Parlementaire onderzoekscommissie blijkt tevens dat Nihoul op vraag van Dutroux diens kompaan Bernard Weinstein aan valse papieren wilde helpen, na de gijzeling van Dutroux en Weinstein van drie handlangers na een foutgelopen vrachtwagen diefstal in oktober 1995. Bouty weigerde dit echter, waarna Dutroux besloot om Weinstein te vermoorden. Bouty werd ook verdacht van betrokkenheid bij de zaak Dutroux, maar werd uiteindelijk vrijgesproken.